# Historia O
Historia O (oryg. fr. Histoire d’O) – powieść erotyczna z 1954 roku francuskiej autorki Anne Desclos, piszącej pod pseudonimem literackim Pauline Réage.
Desclos nie ujawniła się jako autorka przez czterdzieści lat od pierwszej publikacji. Autorka przyznała, że napisała powieść jako serię listów miłosnych do jej kochanka – Jeana Paulhana, który podziwiał pracę markiza de Sade’a. Powieść dotyka takich tematów, jak: miłość, dominacja i uległość.

## Fabuła
Historia O jest bardzo pikantną opowieścią o kobiecej uległości. Piękna paryżanka, specjalizująca się w fotografii mody i występująca pod pseudonimem „O” jest uczona posłuszeństwa. Ma być stale dostępna do współżycia – wliczając w to stosunki oralne, waginalne i analne – dla każdego mężczyzny, który należy do tego samego tajnego stowarzyszenia, co jej kochanek. Jest regularnie rozbierana, krępowana, chłostana, a na jej oczy jest zakładana przepaska. Jej odbyt jest rozszerzany przy wykorzystaniu coraz to większych zatyczek analnych; jej wargi sromowe zostają przekłute (piercing), a na pośladkach zostaje odciśnięta pieczęć.

## Adaptacje filmowe
- 1975, Historia O, reż. Just Jaeckin